# Anoplophora chinensis
Anoplophora chinensis (matt stjärnhimmelsbock) är en skalbaggsart som först beskrevs av Forster 1771.  Anoplophora chinensis ingår i släktet Anoplophora och familjen långhorningar. Arten har ej påträffats i Sverige. Denna art är en karantänsskadegörare som har potential att orsaka omfattande skadegörelse och alla misstänkta fynd av den ska därför rapporteras till Jordbruksverket.
Artens ursprungliga utbredningsområde är Asien. Den är en skadeinsekt som angriper över 100 olika trädarter samt andra växter som rosor. Larverna skadar främst trädens nedre delar och rötterna. Beroende på trädets storlek kan det överleva eller det dör efter ett till två år. Skalbaggen når utan antenner en längd av 25 till 40 mm och antennerna är 25 till 80 mm långa. Den har en glänsande svart färg och många glest fördelade ljusa fläckar. Arten kan förväxlas med glatt stjärnhimmelsbock. Introducerade exemplar upptäcktes 1997 för första gången i Europa.

## Bildgalleri

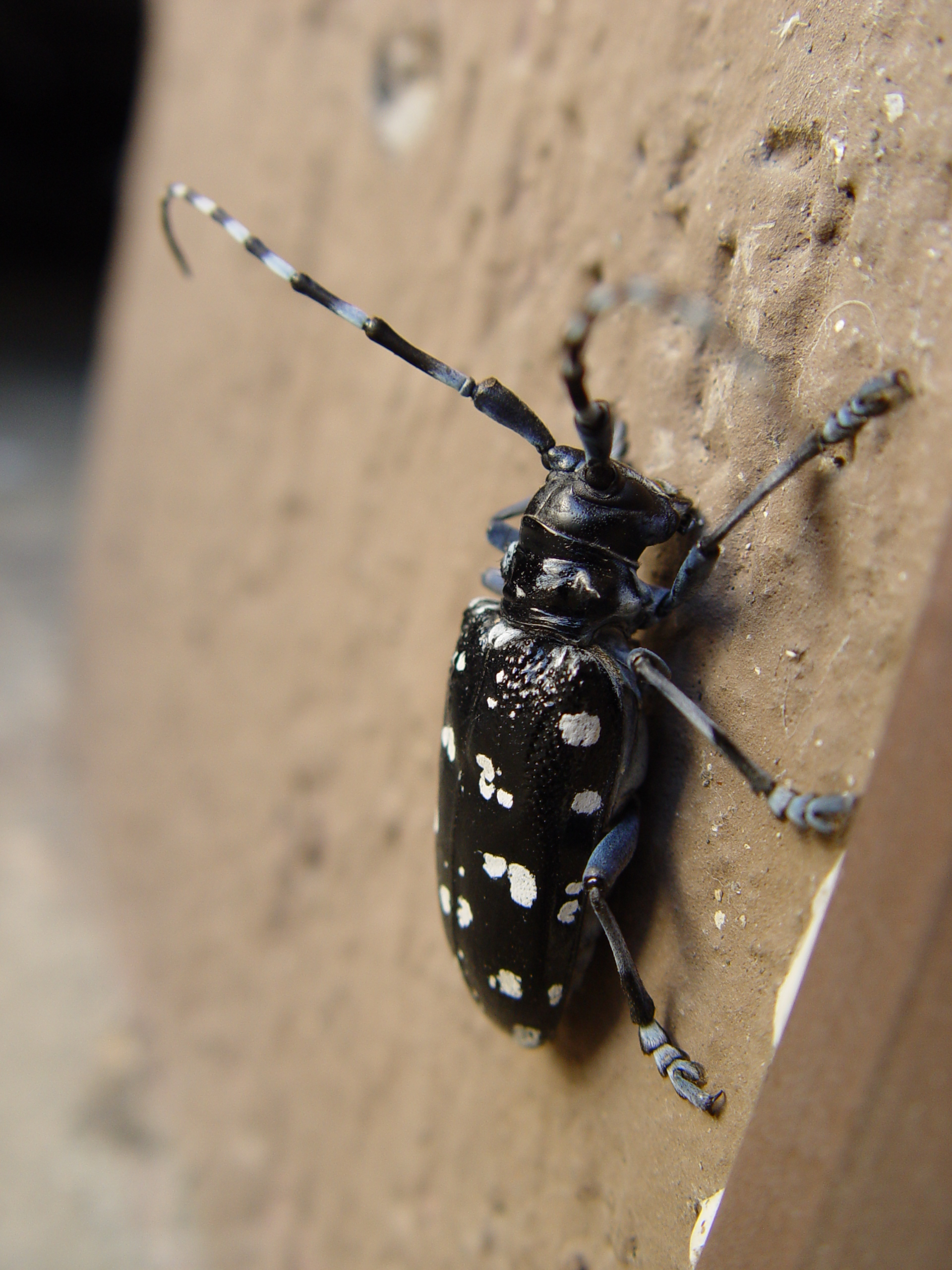
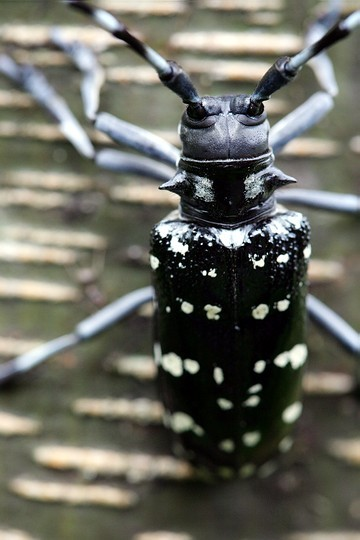
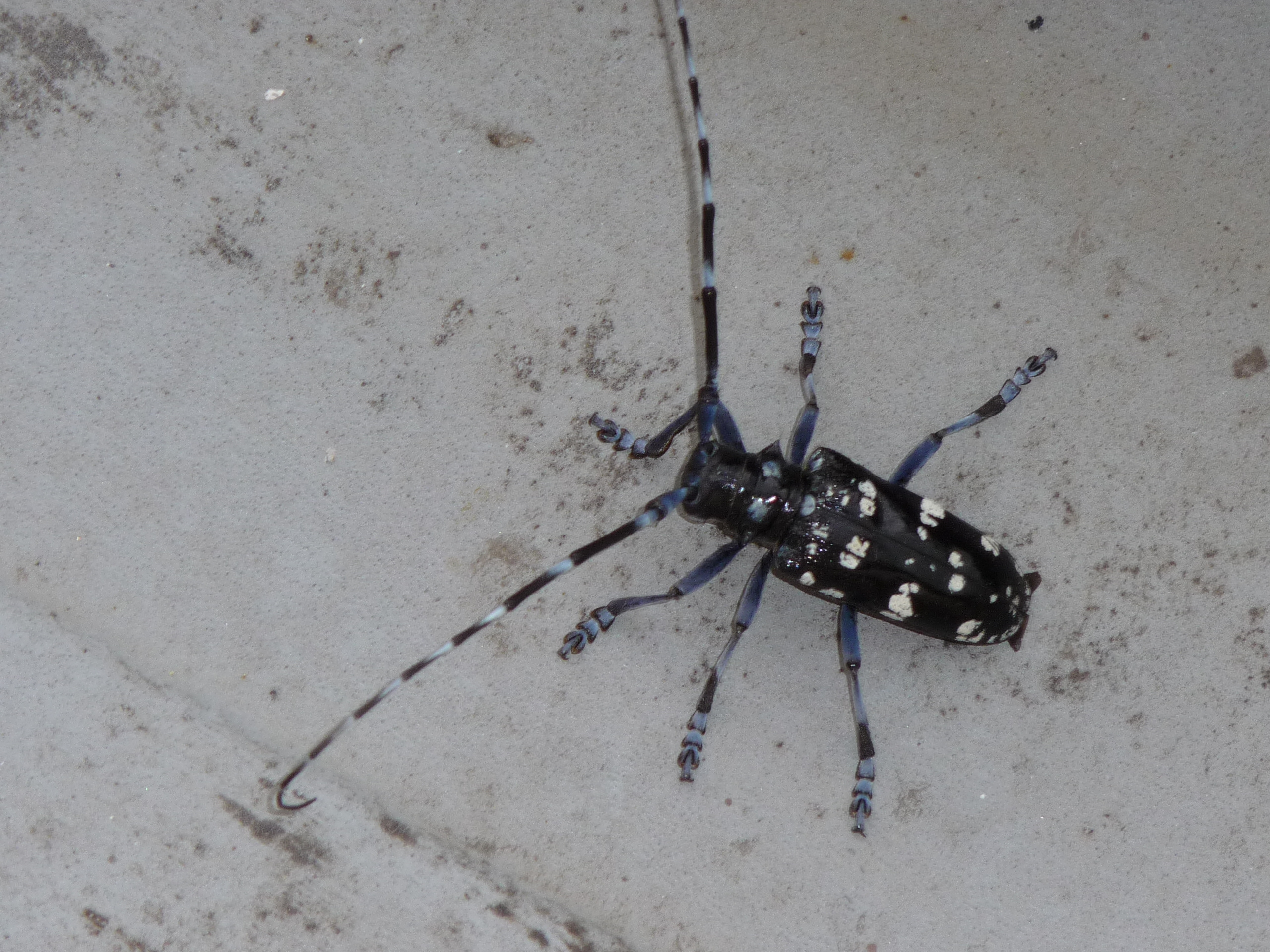
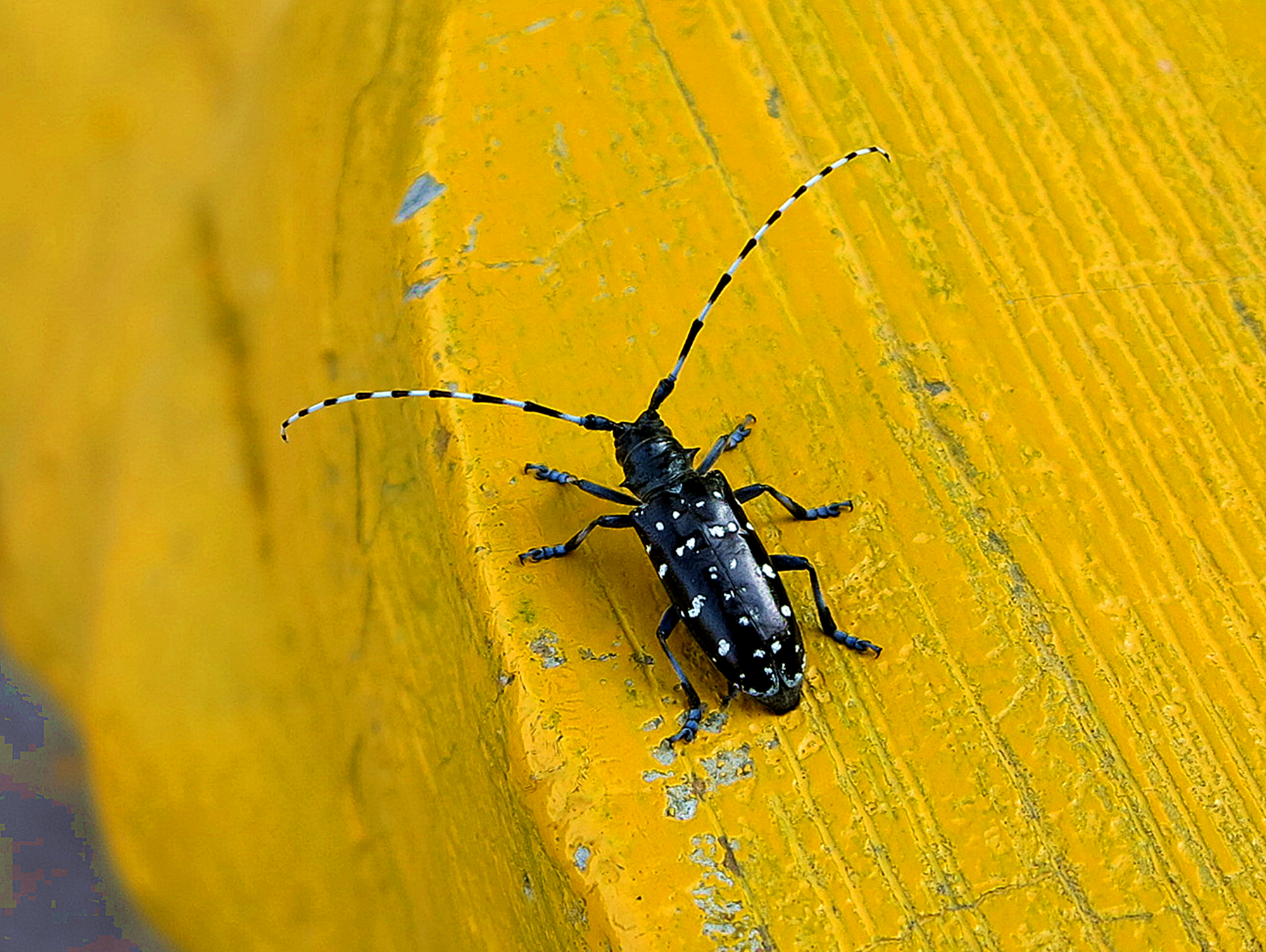
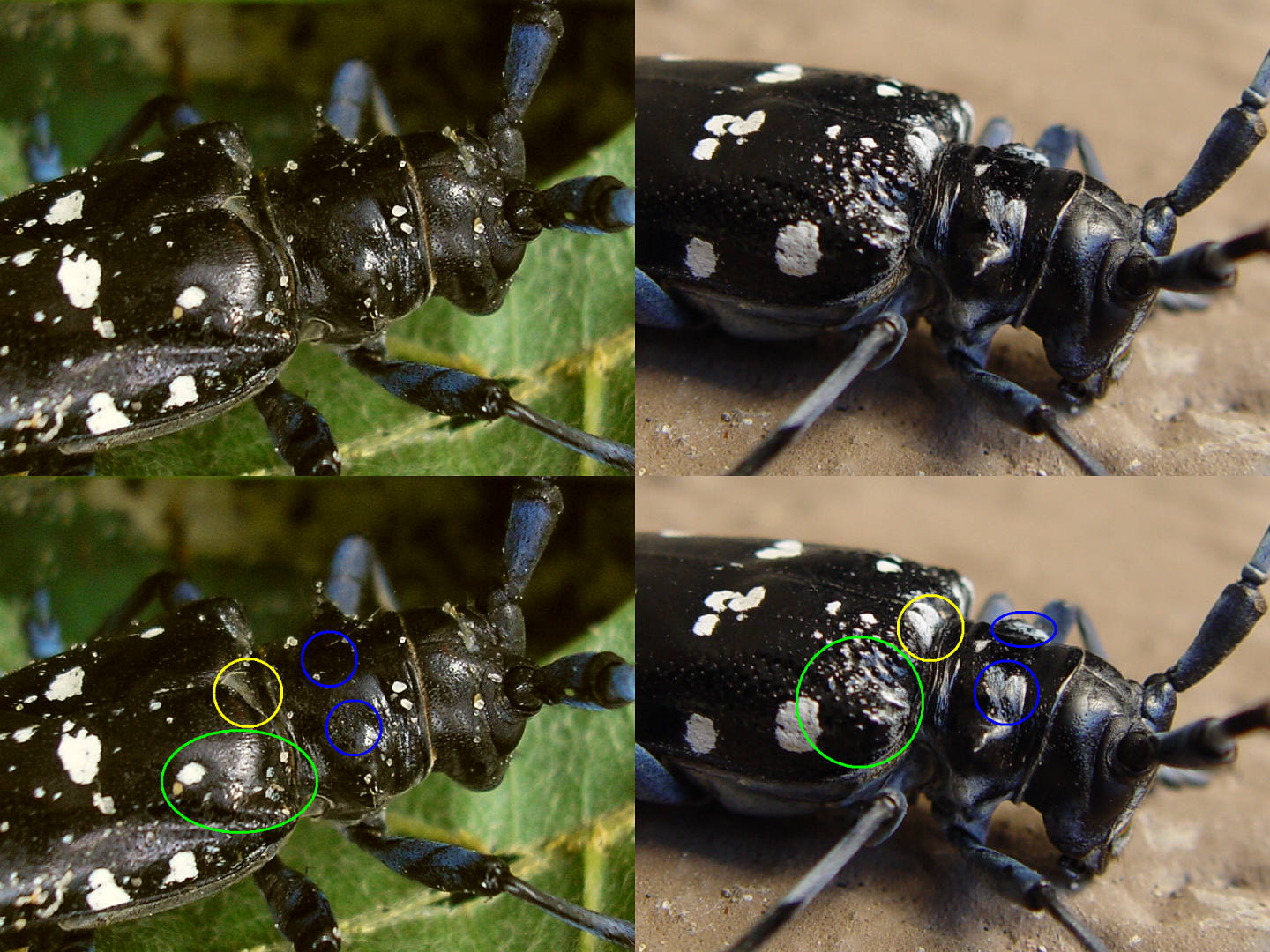